# P. Ballantine & Sons

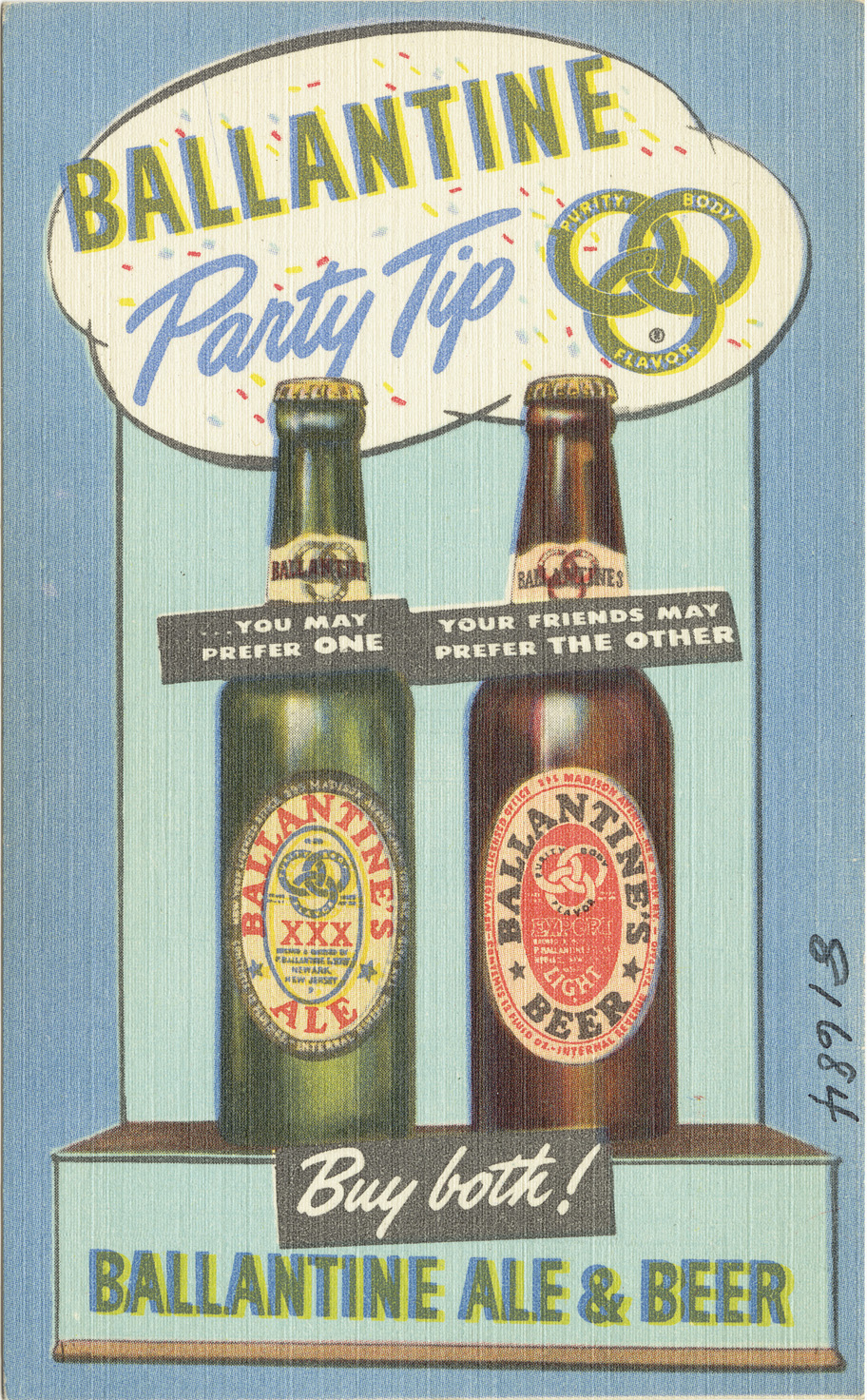
Werbung für Ballantine-Bier

P. Ballantine & Sons ist eine ehemalige US-amerikanische Brauerei in Newark. Sie wurde 1840 gegründet und im Jahr 1972 geschlossen. Auf dem Höhepunkt ihrer Popularität war P. Ballantine & Sons die drittgrößte Brauerei in den USA.

## Geschichte

### Gründung bis Jahrhundertwende
Im Jahr 1840 zog der schottische Auswanderer und Brauer Peter Ballantine von Albany nach Newark in New Jersey, um eine Brauerei in der Nähe des vielversprechenden Marktes New York zu gründen. Er war schon in den Vorjahren als Brauer in Black Rock und Troy tätig gewesen.
Gemeinsam mit Erastus Patterson mietete er die Thain & Collins Brewery und betrieb diese unter dem Namen Patterson & Ballantine. 1846 kaufte Ballantine Pattersons Anteile auf und wurde alleiniger Besitzer der Peter Ballantine Brewing Company. Ballantine spezialisierte sich auf die Herstellung klassischer Ales, darunter auch India Pale Ale. Mit dem steigenden Erfolg erweiterte er die Brauerei um ein Lagerhaus, ein Verwaltungsgebäude, eine Mälzerei und ein Brauhaus.
Zehn Jahre später stiegen Ballantines Söhne Peter Jr., John und Robert in das Unternehmen ein, welches daraufhin in P. Ballantine & Sons umfirmiert wurde. Diesen Namen behielt die Brauerei bis zu ihrer Schließung im Jahr 1972. Der Jahresausstoß der Ballantine-Brauerei betrug im Jahr 1870 ungefähr 60.000 Barrel Ale und 30.000 Bushel Malz. Die Brauerei wurde erneut erweitert, um dem Wachstum nachzukommen.
Aufgrund der steigenden Beliebtheit von Lagerbier und den sinkenden Verkaufszahlen klassischen Ales, entschied sich Ballantine 1879, die Schalke Brothers Brewery zu akquirieren. Hier wurde mit der Produktion eines eigenen Lagerbiers begonnen, während im alten Brauhaus weiterhin Ale hergestellt wurde. Zu dieser Zeit war das Unternehmen bereits die sechstgrößte Brauerei in den USA, knapp doppelt so groß wie Anheuser-Busch. Noch im selben Jahr wurde auch das bekannte Logo mit drei ineinander verschlossenen Ringen eingeführt, welche für „Purity, Body, Flavor“ (eng. „Reinheit, Körper, Geschmack“) stehen sollen. Das Logo gleicht der Anordnung borromäischer Ringe und ist der Firmenlegende nach entstanden, als Peter Ballantine die nassen Ringe auffielen, welche Biergläser auf Tischen hinterlassen.
Die Jahre 1882–1884 versetzten der Familie schwere Schläge. Es verstarben drei Ballantines: Firmengründer Peter Ballantine (1883) und seine Söhne Peter Jr. (1882) und John (1884). Der jüngste Sohn, Robert, übernahm die Leitung des Unternehmens. Unter ihm wurden neben dem täglichen Brauereibetrieb zwei Tochterfirmen außerhalb des Biermarktes aufgebaut: Ein Unternehmen für Frühstücksflocken auf Malzbasis sowie eine Firma im Transportgeschäft. In den 1890er Jahren wurde ein Ausstoß von ungefähr einer halben Million Barrel erreicht. 1905 verstarb schließlich auch der letzte Sohn der Ballantine-Familie und der Vizepräsident der Brauerei und Mann der Enkelin des Firmengründers, George Griswold Frelinghuysen, übernahm die Leitung.

### Prohibition und Zenit
1912 wurde der Betrieb des alten Brauhauses und der eigenen Mälzerei eingestellt – letztere vor allem deswegen, da fremde Mälzereien mittlerweile wesentlich günstiger Braumalz bereitstellen konnten. Während der Prohibition, in welcher viele amerikanische Brauereien schließen mussten, konnte sich P. Ballantine & Sons auf das Geschäft der von Robert gegründeten Tochterfirmen stützen. Darüber hinaus wurden Geschäfte im Versicherungs- und Immobilienbereich verfolgt. In der Schalke Brewery wurde Malzsirup hergestellt.
Nach dem Ende der Prohibition wurde die Ballantine-Brauerei von Carl und Otto Badenhausen aufgekauft, zwei deutsche Unternehmer, die mit großem Erfolg Brauereimaschinen in Südamerika verkauften hatten. Unter ihnen erfuhr die Ballantine-Brauerei die Zeit ihres größten Erfolgs. Kurz nach Ende des Zweiten Weltkriegs wurde die Christian Feigenspan Brewing Company akquiriert und bis zu ihrer Schließung 1948 als zweites Brauhaus verwendet. 1950 war Ballantine mit circa 4,4 Millionen Barrel Jahresausstoß die drittgrößte Brauerei in den USA, hinter Anheuser-Busch und Schlitz, und die größte in der Region um New York.

### Niedergang und Schließung
Steigender Konkurrenzdruck und das Ausbleiben von Skaleneffekten sorgten bald dafür, dass die Ballantine-Brauerei an Bedeutung verlor. Andere Brauereien waren mittlerweile auf eine Strategie nationaler Expansion umgestiegen und lieferten sich einen umfassenden Preis- und Werbekrieg. 1960 lag der Jahresausstoß unverändert bei 4,4 Millionen – Ballantine war jedoch nur mehr die sechstgrößte Brauerei in den USA. Ab Mitte der 1960er Jahre war der Betrieb der Ballantine-Brauerei nicht mehr profitabel.
Ein großer Arbeitsstreik zwang die Badenhausens und ihre Partner 1969 schließlich, die Brauerei an die Investors Funding Corporation of New York für 16,3 Millionen Dollar zu verkaufen. Zu dieser Zeit betrug der Jahresumsatz ungefähr 70 Millionen Dollar. Erschwerend kamen die sich ändernden Geschmackspräferenzen für Bier hinzu: Kunden bevorzugten mittlerweile Light Beers gegenüber den traditionellen, als schwer empfundenen Ales. Der Umsatz und Marktanteil sank weiter bis 1972, als sich die Investors Funding Corporation dazu entschloss, die Brauerei zu schließen und ihre Marken und Rechte an die Falstaff Brewing Company zu verkaufen. Die Produktion von Ballantine-Bier wurde nach Cranston verlegt. Nach der Akquisition der Falstaff Brewing Company durch Pabst wurde Ballantine-Bier in verschiedenen Brauereistandorten hergestellt.
Im August 2014 brachte Pabst eine aktualisierte Version des originalen India Pale Ales heraus.